# Cyathea pendula
Cyathea pendula är en ormbunkeart som beskrevs av Jenm. Cyathea pendula ingår i släktet Cyathea och familjen Cyatheaceae. Inga underarter finns listade.